# 熱帶幾何
熱帶幾何是數學的一支，首先由巴西數學家兼計算機科學家伊姆雷·西蒙於1980年代發展；「熱帶」一詞源於部份法國數學家對巴西的刻板印象。大略言之，熱帶幾何可謂是分片線性化的代數幾何。它在計數代數幾何中有重要的應用。

## 基本定義
定義熱帶半環（又稱極小-加法代數，見下述定義）為 {\displaystyle (\mathbf {R} \cup \{\infty \},\oplus ,\otimes )}，其運算為：
{\displaystyle x\oplus y=\min\{\,x,y\,\},\,}
{\displaystyle x\otimes y=x+y.\,}
此半環中的單項式不外就是線性映射；而多項式是對若干個線性映射取極小值，因此是個分片線性凹函數。稱之為熱帶多項式。一個熱帶多項式 {\displaystyle F} 的非光滑點集合稱為熱帶超曲面。可以證明：
1. 熱帶超曲面即是滿足「零張力條件」的有理多面體複形。
2. 設 {\displaystyle K} 為皮瑟級數環，這是一個代數封閉的非阿基米德域。熱帶超曲面即 {\displaystyle K} 上的變形體。

上述兩種刻劃提供了組合學與代數學之間的對應。給定一個合適的代數問題，我們可將之轉化為較易處理的組合問題以求解。
一如代數幾何中的情形，熱帶超曲面的定義可以推廣到熱帶簇：取 {\displaystyle K[X_{1},\ldots ,X_{n}]} 中的理想 {\displaystyle I}，定義相應的熱帶簇 {\displaystyle V(I)} 為 {\displaystyle I} 的變形體。可以證明 {\displaystyle V(I)=\bigcap _{f\in I}V(f)}，而且可取有限并集。
目前已有較深入研究的是平面上的熱帶幾何。許多代數幾何中的古典定理皆有相應的版本。

## 外部連結及相關影片
- First Steps in Tropical Geometry
- Tropical geometry of statistical models （页面存档备份，存于）
- The Tropical Grassmanian
- Enumerative tropical algebraic geometry in R2
- Amoebas of algebraic varieties and tropical geometry
- Tropical Mathematics
- Non-archimedean amoebas and tropical varieties
- Computing Tropical Varieties
- Tropical Geometry and its applications
- Tropical algebraic geometry
- Tropical Geometry, I